# Jafar al-Askari
Pour les articles homonymes, voir Jafar.
 (juillet 2019).
Si vous disposez d'ouvrages ou d'articles de référence ou si vous connaissez des sites web de qualité traitant du thème abordé ici, merci de compléter l'article en donnant les références utiles à sa vérifiabilité et en les liant à la section « Notes et références ».
Jafar al-Askari (arabe : جعفر العسكري ; né en 1887 et mort en 1936) est un homme politique irakien qui a servi deux fois comme Premier ministre. Du 22 novembre 1923 au 3 août 1924, et du 21 novembre 1926 au 31 décembre 1927.

## Biographie
Askari a servi dans l'armée ottomane pendant la Première Guerre mondiale jusqu'à sa capture par les forces britanniques en Égypte. Après avoir échappé aux Britanniques, il se sauve vers l'Est. Il rejoint les forces de Lawrence d’Arabie, l'émir Fayçal ibn Hussein et son beau-frère Nouri Saïd qui servira lui aussi de premier ministre. C'est après les avoir rejoints qu'il devient nationaliste arabe.
Il a participé à la prise de Damas, et a soutenu l'accession de Fayçal sur le trône. Quand le roi Fayçal a été déposé par les Français, Askari le soutient pour qu'il devienne roi d'Irak.
Pour récompenser sa fidélité, le roi lui offre plusieurs postes important dans le gouvernement, dont le poste de ministre de la Défense dans le premier gouvernement irakien. Il a servi de Premier ministre à deux reprises, et il était également le ministre des Affaires étrangères. Askari était le ministre de la Défense dans le gouvernement de Yassin al-Hachimi. Askari trouve la mort en 1936, au cours du coup d'État mené par le général Bakr Sidqi. Un membre de la famille Askari venge sa mort en assassinant Bakr Sidqi ainsi qu'Ali Jawwad, commandant de l'armée de l'air, à l'aéroport de Mossoul.